# لاري نيفن
لاري نيفن (بالإنجليزية: Larry Niven)‏ (30 أبريل 1938، لوس أنجلوس في الولايات المتحدة -) روائي أمريكي، حاصل على جائزة هوغو لأفضل قصة قصيرة عن «نجم نيوترون» في العام 1967، جائزة هوغو لأفضل رواية عن «عصابة العالم» في العام 1971، وجائزتي إنكبوت وهوغو لأفضل أقصوصة طويلة عن «المنطقة الحدودية لسول» في العام 1976.

## روابط خارجية
- لاري نيفن على موقع IMDb (الإنجليزية)
- لاري نيفن على موقع ميتاكريتيك (الإنجليزية)
- لاري نيفن على موقع روتن توميتوز (الإنجليزية)
- لاري نيفن على موقع ميوزك برينز (الإنجليزية)
- لاري نيفن على موقع إن إن دي بي (الإنجليزية)
- لاري نيفن على موقع ديسكوغز (الإنجليزية)
- لاري نيفن على موقع قاعدة بيانات الفيلم (الإنجليزية)
- لاري نيفن على موقع ليتربوكسد (الإنجليزية)